# Грузинська музика
Грузинська народна музика — музика Грузії і грузинів.
У 2001 році ЮНЕСКО визнало грузинську пісню шедевром усної нематеріальної спадщини. Грузинське багатоголосся характерне спеціальною голосовою технікою і використанням тонів, які близькі один одному. Стандартна пісня в Грузії виконується в основному на три голоси. Спочатку грузинський спів існував як народний, але після прийняття християнства стало церковним співом. Історично музикою в Грузії займалися виключно чоловіки.
Вищий музичний навчальний заклад Грузії — Тбіліська консерваторія. Зі стін цього закладу вийшли такі знамениті випускники, як композитори Гія Канчелі, Вано Мураделі, Отар Тактакішвілі, Татаркан Кокойти, Мікаел Таривердієв, Дудар Хаханова, диригенти Самуїл Самосуд і Одіссей Дімітріаді, вокалісти Медея Аміранашвілі, Нані Брегвадзе, Тамара Гвердцителі.
Також в Грузії є свій симфонічний оркестр і численні ансамблі народних пісень і танців, приміром, «Ерісіоні» та «Руставі».

## Народна пісня
Грузинський народ здавна виявляв себе в пісенній творчості. Існують історичні документи VIII і IV століття до нашої ери, що розповідають про існування у грузин трудових, похідних і хороводних пісень. Мандрівні співці-оповідачі — мествіре — були одночасно композиторами-імпровізаторами, поетами, співаками і виконавцями на волинці.
Музичний фольклор Грузії містить ряд діалектів: тушинський, хевсурський, мтіульський, картлійський, кахетинський, рачинський, пшавський, мохевський, лечхумський, сванський, мегрельський, імеретинський, гурійський, аджарський, лазський.
Особливістю грузинської народної музики є багатоголосся: дво-, трьох- і чотирьохголосся.
Існують одноголосі пісні без супроводу: оровела (пісня плугатаря — гутнурі, молотника — кеврулі, віяльника хліба — саніавебелі, пісня стодоли — калоурі), урмулі (пісні візників), нана (колискова), тірілі, датіреба (плачі-голосіння).